# Particle Data Group
Le Particle Data Group est une collaboration internationale de physiciens des particules compulsant et réanalysant les résultats publiés relatifs aux propriétés des particules élémentaires et des interactions fondamentales. Il publie également des revues sur les résultats théoriques importants d'un point de vue phénoménologique comme en cosmologie. Le Particle Data Group publie biannuellement sa Review of Particle Physics (Revue de la physique des particules) en version poche, appelé le Particle Data Booklet (Livret de données sur les particules). La Revue est mise à jour chaque année via le World Wide Web.
Le Particle Data Group publie également le Pocket Diary for Physicists (Agenda de poche des physiciens), un calendrier indiquant les dates des conférences internationales majeures et les coordonnées des principales institutions de physique des hautes énergies.

## Review of Particle Physics
La Review of Particle Physics (anciennement appelée Review of Particle Properties, Data on Particles and Resonant States, et enfin Data on Elementary Particles and Resonant States) est un ouvrage de référence volumineux, environ 1200 pages, qui regroupe l'ensemble des propriétés des particules ainsi que des revues sur l'état de l'art en physique des particules, relativité générale, et cosmologie du Big Bang. Du fait de son statut particulier elle apparaît la plupart du temps dans les résultats d'analyse de citations comme l'article le plus cité en physique des hautes énergies, avec une moyenne annuelle supérieure à 1 600 citations dans la littérature scientifique selon la base de données SPIRES.
La Review est divisée en trois sections:
- Particle Physics Summary Tables (Tables de résumés de la physique des particules) – contient de courtes tables des particules: bosons de jauge et boson de Higgs, leptons, quarks, mésons, baryons, contraintes sur la recherche de nouvelles particules hypotéthiques et sur la violation des lois de conservation.

- Reviews, Tables and Plots (Résumés, tables et courbes) – contient un résumé des concepts mathématiques et statistiques fondamentaux, une table des coefficients de Clebsch-Gordan, le tableau périodique des éléments, une table des configurations électroniques des éléments, une table courte des propriétés des matériaux, un résumé du statut actuel du modèle standard, de la cosmologie, ainsi que des méthodes expérimentales en physique des particules, et enfin des tables des constantes physiques et astronomiques fondamentales (dont beaucoup issuesde CODATA et de l'Astronomical Almanac)

- Particle Listings – contient une version complète de la section Particle Physics Summary Tables incluant des références complètes pour l'ensemble des mesures principales.

Une version condensée de la Revue, incluant les Tables de résumés, une version raccourcie de la section Résumés, tables et courbes mais sans la section Particle Listings est éditée sous un format poche de 300 page intitulé Particle Data Booklet (Livret de données sur les particules).

## Histoire
L'histoire de la Review of Particle Physics trouve son origine dans l'article de 1957 Hyperons and Heavy Mesons (Systematics and Decay) Hypérons et mésons lourds (systématique et désintégration) par Murray Gell-Mann et Arthur H Rosenfeld ainsi qu'une mise à jour non-publiée de tables de données intitulée Data for Elementary Particle Physics (Données sur les particules élémentaires) (University of California Radiation Laboratory Report UCRL-8030) qui a été diffusée avant la publication officielle de l'article originel. En 1963, Matts Ross a indépendamment publié une compilation de données intitulée Data on Elementary Particles and Resonant States (Données sur les particules élémentaires et les états de résonance). Suivant sa suggestion, les deux publications fusionnèrent l'année suivante en Data on Elementary Particles and Resonant States (Données sur les particules élémentaires et les états de résonance).
Par la suite cette publication a changé de nom trois fois: en 1965 elle est devenue Data on Particles and Resonant States (Données sur les particules et les états de résonance), en 1970 Review of Particle Properties (Revue des propriétés des particules) et en 1996 Review of Particle Physics qui est son nom actuel (2006). Depuis 1972, la Revue n'est pas seulement publiée dans Reviews of Modern Physics par l'American Physical Society mais alternativement aussi dans Physics Letters B ainsi que d'autres journaux par Reed Elsevier.

### Éditions passées de laReview of Particle Physics
| Year      | Title | Reference                                                                               |
| 1957–1963 | Hyperons and Heavy Mesons (Systematics and Decay)                                                                   | M. Gell-Mann & A. H. Rosenfeld, Ann. Rev. Nucl. Sci. 7, 407 (1957).                     |
|           | Data for Elementary Particle Physics                                                                                | University of California Radiation Laboratory Technical Report UCRL-8030 (unpublished). |
|           | Data on Elementary Particles and Resonant States, November 1963; Tables of Elementary Particles and Resonant States | M. Roos, Nucl. Phys. 52, 1 (1964); M. Roos, Rev. Mod. Phys. 35, 314 (1963).             |
| 1964      | Data on Elementary Particles and Resonant States                                                                    | A. H. Rosenfeld et al., Rev. Mod. Phys. 36, 977 (1964).                                 |
| 1965      | Data on Particles and Resonant States                                                                               | A. H. Rosenfeld et al., Rev. Mod. Phys. 37, 633 (1965).                                 |
| 1967      | Data on Particles and Resonant States                                                                               | A. H. Rosenfeld et al., Rev. Mod. Phys. 39, 1 (1967).                                   |
| 1968      | Data on Particles and Resonant States                                                                               | A. H. Rosenfeld et al., Rev. Mod. Phys. 40, 77 (1968).                                  |
| 1969      | Data on Particles and Resonant States                                                                               | Particle Data Group: N. Barash-Schmidt et al., Rev. Mod. Phys. 41, 109 (1969).          |
| 1970      | Review of Particle Properties                                                                                       | Particle Data Group: A. Barbaro-Galtieri et al., Rev. Mod. Phys. 42, 87 (1970).         |
| 1971      | Review of Particle Properties                                                                                       | Particle Data Group: A. Rittenberg et al., Rev. Mod. Phys. 43, S1 (1970).               |
| 1972      | Review of Particle Properties                                                                                       | Particle Data Group: A. Barbaro-Galtieri et al., Phys. Lett. B 39, 1 (1972).            |
| 1973      | Review of Particle Properties                                                                                       | Particle Data Group: T. A. Lasinski et al., Rev. Mod. Phys. 45, S1 (1973).              |
| 1974      | Review of Particle Properties                                                                                       | Particle Data Group: A. Barbaro-Galtieri et al., Phys. Lett. B 50, 1 (1974).            |
| 1975      | Review of Particle Properties: Supplement to 1974 edition                                                           | Particle Data Group: A. Barbaro-Galtieri et al., Rev. Mod. Phys. 47, 535 (1975).        |
| 1976      | Review of Particle Properties                                                                                       | Particle Data Group: T. G. Trippe et al., Rev. Mod. Phys. 48, S1 (1976).                |
| 1977      | New Particle Searches and Discoveries: A Supplement to the 1976 Edition of "Review of Particle Properties"          | Particle Data Group: C. Bricman et al. Phys. Letts. B 68, 1 (1978).                     |
| 1978      | Review of Particle Properties                                                                                       | Particle Data Group: C. Bricman et al. Phys. Letts. B 75, 1 (1978).                     |
| 1980      | Review of Particle Properties                                                                                       | Particle Data Group: R. L. Kelly et al., Rev. Mod. Phys. 52, S1 (1980).                 |
| 1982      | Review of Particle Properties                                                                                       | M. Roos et al., Phys. Lett. B 111, 1 (1982).                                            |
| 1984      | Review of Particle Properties                                                                                       | Particle Data Group: C. G. Wohl et al., Rev. Mod. Phys. 56, S1 (1986).                  |
| 1986      | Review of Particle Properties                                                                                       | Particle Data Group: M. Aguilar-Benítez et al., Phys. Lett. B 170, 1 (1986).            |
| 1988      | Review of Particle Properties                                                                                       | Particle Data Group: G. P. Yost et al., Phys. Lett. B 204, 1 (1988).                    |
| 1990      | Review of Particle Properties                                                                                       | Particle Data Group: J. J. Hernández et al., Phys. Lett. B 239, 1 (1990).               |
| 1992      | Review of Particle Properties                                                                                       | Particle Data Group: K. Hikasa et al., Phys. Rev. D 45, S1 (1992).                      |
| 1994      | Review of Particle Properties                                                                                       | Particle Data Group: L. Montanet et al., Phys. Rev. D 50, 1173 (1994).                  |
| 1996      | Review of Particle Physics                                                                                          | Particle Data Group: R. M. Barnett et al., Phys. Rev. D 54, 1 (1996).                   |
| 1998      | Review of Particle Physics                                                                                          | Particle Data Group: C. Caso et al., Eur. Phys. J. C 3, 1 (1998).                       |
| 2000      | Review of Particle Physics                                                                                          | Particle Data Group: D. E. Groom et al., Eur. Phys. J., C 15, 1 (2000).                 |
| 2002      | Review of Particle Physics                                                                                          | Particle Data Group: K. Hagiwara et al., Phys. Rev. D 66, 010001 (2002).                |
| 2004      | Review of Particle Physics                                                                                          | Particle Data Group: S. Eidelman et al., Phys. Lett. B 591, 1 (2004).                   |
| 2006      | Review of Particle Physics                                                                                          | Particle Data Group: W.-M. Yao et al., J. Phys. G 33, 1 (2006).                         |
| 2008      | Review of Particle Physics                                                                                          | C. Amsler et al. (Particle Data Group), Physics Letters B667, 1 (2008).                 |
| 2010      | The Review of Particle Physics                                                                                      | K. Nakamura et al. (Particle Data Group), J. Phys. G 37, 075021 (2010).                 |
| 2012      | Review of Particle Physics                                                                                          | J. Beringer et al. (Particle Data Group), Phys. Rev. D 86, 010001 (2012).               |
| 2014      | Review of Particle Physics                                                                                          | K.A. Olive et al. (Particle Data Group), Chin. Phys. C, 38, 090001 (2014).              |
| 2016      | Review of Particle Physics                                                                                          | C. Patrignani et al. (Particle Data Group), Chin. Phys. C, 40, 100001 (2016).           |
| 2018      | Review of Particle Physics                                                                                          | M. Tanabashi et al. (Particle Data Group), Phys. Rev. D 98, 030001 (2018)               |
| 2020      | Review of Particle Physics                                                                                          | P.A. Zyla et al. (Particle Data Group), Prog. Theor. Exp. Phys. 2020, 083C01 (2020).    |
| 2022      | Review of Particle Physics                                                                                          | R.L. Workman et al. (Particle Data Group), Prog. Theor. Exp. Phys. 2022, 083C01 (2022)  |
| 2024      | Review of Particle Physics                                                                                          | S. Navas et al. (Particle Data Group Collaboration), Phys. Rev. D 110, 030001 (2024)    |